# Linia kolejowa Malbork Kałdowo Wąskotorowy – Nowy Dwór Gdański Wąskotorowy
Linia kolejowa Malbork Kałdowo Wąskotorowy – Nowy Dwór Gdański Wąskotorowy – linia wąskotorowa należąca do Gdańskich Kolei Dojazdowych (formalna nazwa od 1954), łącząca stacje Malbork Kałdowo Wąskotorowy oraz Nowy Dwór Gdański Wąskotorowy.
Odcinek Kałdowo - Lipinka oddano do użytku 15 października 1900. Odcinek Nowy Dwór - Kmiecin otwarto 23 października 1908, Lipinka - Lubstowo 13 kwietnia 1909, a 1 października 1909 odcinek Lubstowo - Kmiecin. Linia została zbudowana przez utworzone 27 maja 1909 towarzystwo akcyjne Westpreussische Kleinbahnen AG. 27 listopada 1939 nastąpiła jego nacjonalizacja, a linia została przejęta przez Deutsche Reichsbahn.
Po II wojnie światowej ruch pociągów na linii uruchomiono w październiku 1945, przy czym zalany odcinek za Lipinką omijano przez Nowy Staw i dalej przekutą na wąski rozstaw linią normalnotorową. W 1946 uruchamiano 2 pary pociągów dziennie. W 1947 wznowiono ruch między Lipinką Gdańską a Nowym Dworem Gdańskim. W 1952 linią kursowały 3 pary pociągów Kałdowo - Nowy Dwór Gdański i 1 para Kałdowo - Nowy Staw - Lisewo. W 1978 kursowało tutaj 5 pociągów z Malborka i 3 z powrotem.
1 października 1992 zawieszono na linii ruch pasażerski, a w 1993 odcinek Malbork Kałdowo - Wężownica został całkowicie wyłączony z ruchu.

## Przebieg
- Malbork Kałdowo Wąskotorowy
- Kamionka Gdańska
- Tragamin (przystanek kolejowy)
- Lasowice Wielkie Gdańskie
- Lasowice PGR (od 1965)
- Lasowice Małe Gdańskie
- Lipinka Gdańska
- Myszewo (przystanek kolejowy)
- Lubstowo Gdańskie
- Rakowo (przystanek kolejowy w województwie pomorskim)
- Rakowiska
- Wężownica (przystanek kolejowy)
- Solnica (przystanek kolejowy)
- Suchowo (przystanek kolejowy)
- Kmiecin (przystanek kolejowy)
- Nowy Dwór Gdański Wąskotorowy